# Gårda Bollklubb
El Garda BK es un equipo de fútbol de Suecia que juega en la Division 5 Göteborg, una de las ligas regionales que conforman la séptima categoría de fútbol en el país.

## Historia
Fue fundado el 1 de noviembre de 1919 en la ciudad de Goteborg y lograron el ascenso a la Allsvenskan por primera vez en la temporada 1934/35 tras ganar el título de la segunda categoría. El club estuvo 8 temporadas consecutivas en la máxima categoría en donde jugaron más de 170 partidos hasta su descenso en la temporada de 1941/42 tras quedar en 11.º lugar.

El club posteriormente no ha vuelto a la categoría profesional y se han limitado a jugar en las ligas regionales de Suecia desde entonces.

## Palmarés
- Division 2 Vastra: 1

1934/35
- Division 6 Göteborg A: 1

2014
- Division 6 Göteborg B: 1

2002
- Division 6 Göteborg C: 1

2004